# 讷伊苏克莱蒙
讷伊苏克莱蒙（法語：Neuilly-sous-Clermont，法語發音：[nœji su klɛʁmɔ̃]，意为“克莱蒙下方的讷伊”）是法国瓦兹省的一个市镇，属于克莱蒙区。

## 地理
讷伊苏克莱蒙（49°20'42"N, 2°24'41"E）面积7.74 平方千米，位于法国上法蘭西大區瓦兹省，该省份为法国北部内陆省份，北起索姆省，西接厄尔省和滨海塞纳省，南至塞纳-马恩省和瓦兹河谷省，东临埃纳省。
与讷伊苏克莱蒙接壤的市镇（或旧市镇、城区）包括：布勒伊勒韦尔、阿涅茨、昂萨克、康布罗讷莱克莱蒙、克莱蒙、朗蒂尼。

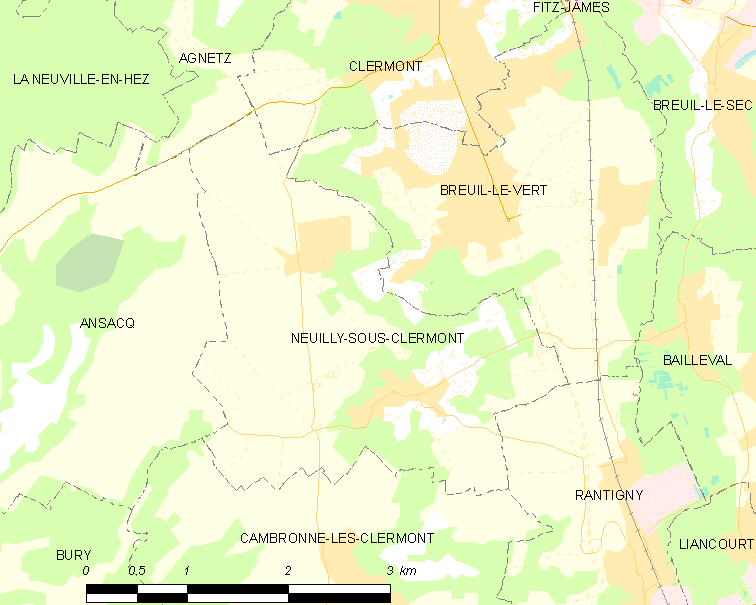
讷伊苏克莱蒙的OSM定位图

讷伊苏克莱蒙的时区为UTC+01:00、UTC+02:00（夏令时）。

## 行政
讷伊苏克莱蒙的邮政编码为60290，INSEE市镇编码为60451。

## 政治
讷伊苏克莱蒙所属的省级选区为穆伊县。

## 人口

1962-2008年间讷伊苏克莱蒙人口变化图示

讷伊苏克莱蒙于2022年1月1日时的人口数量为1591人。